# Buchhausen (Ellwangen)
Buchhausen ist ein Teilort von Pfahlheim, einem Stadtteil von Ellwangen (Jagst).

## Beschreibung
Der Weiler mit rund fünf Hausnummern liegt etwa drei Kilometer südöstlich von Pfahlheim und etwa 12 Kilometer östlich der Ellwanger Altstadt. Der Ort liegt direkt an der von Pfahlheim nach Walxheim führenden K 3213.
Buchhausen liegt naturräumlich auf den zum Östlichen Albvorland gehörenden Pfahlheim-Rattstädter Liasplatten.

## Geschichte
Die Endung -hausen des Ortsnamens deutet darauf hin, dass der Ort in der älteren Ausbauzeit (7. bis 10. Jahrhundert) besiedelt wurde.
Buchhausen wird erstmals im Jahr 1369 urkundlich erwähnt. Damals eignete Abt Albrecht von Ellwangen ein Gut in Buchhausen den Geschwistern von Staufen (vermutlich Syrgenstein-Staufen; Burg Bloßenstaufen), im Tausch für ein Lehen der Söhne Georgs von Stein. Bereits am 1. Mai 1393 gelangte dieses Gut durch einen Tausch von Jerg von Staufen in den Besitz der Grafen Ludwig und Friedrich von Oettingen.
Im Laufe der Zeit ergaben sich verschiedene Konflikte und Vereinbarungen rund um Buchhausen. So stritten sich 1405 Abt Siegfried von Ellwangen und die Grafen von Oettingen über den Wildbann im Gebiet. Weitere Auseinandersetzungen, etwa zwischen Graf Ulrich von Oettingen und den Städten Nördlingen, Dinkelsbühl und Bopfingen über Schäfereirechte, wurden 1449 beigelegt. Eine Einigung über die Besteuerung eines 8 Morgen großen Laubwaldes zwischen der Abtei Ellwangen und der Äbtissin von Kirchheim erfolgte am 15. Juli 1615, wobei eine einmalige Zahlung von 40 Gulden geleistet wurde.
Nach dem oettingischen Sal- und Lagerbuch von 1699 sowie der „Topographia Ellvacensis“ von 1733 bestand Buchhausen aus drei Höfen. Einer dieser Höfe war unter den gleichen Rechtsverhältnissen wie Walxheim dem fürstlich-oettingischen Oberamt Mönchsroth unterstellt, während die beiden anderen Höfe (Halbbauernhöfe) zum oettingen-baldrischen Gebiet gehörten.
Im 18. Jahrhundert war der gesamte Weiler im Besitz des Hauses Oettingen. Nach der Mediatisierung fiel Buchhausen 1806 an das Königreich Bayern und kam 1810 zum Königreich Württemberg. In der Nähe des Weilers befand sich einst der heute abgegangene Ort Unterpäching.